# Hugo I van Luik
Hugo I van Luik (gestorven 947) was bisschop van Luik van 945 tot 947. 
Hij was abt van de abdij van Sint-Maximinus in Trier. Hij werd tegen zijn wil gekozen tot bisschop van Luik door de Duits koning Otto I. Hij toonde zich barmhartig ten opzichte van de armen. 